# CompactFlash
CompactFlash – karta pamięci, w której zastosowano pamięć flash typu NAND Znalazła zastosowanie w takich urządzeniach jak aparaty cyfrowe, urządzenia telekomunikacyjne i inne. Compact Flash jest najdłużej dostępnym typem kart pamięci sprzedawanym do dziś.
Standard został przedstawiony w 1994 r. przez jego twórcę – SanDisk Corporation. Karta CompactFlash była pierwszą dostępną na rynku kartą flash. Ma rozmiar 42,8 × 36,4 mm i grubość 5 mm (typ II) lub 3,3 mm (typ I). Zasilana jest napięciem: 3,3 lub 5,0 V. Maksymalna prędkość transmisji danych wynosi 133 MB/s. Dodatkową cechą kart CF jest fakt, iż interfejs elektroniczny jest prawie identyczny z interfejsem IDE stosowanych w komputerach osobistych do obsługi dysków – umożliwia to stosowanie kart CompactFlash jako dysków o bardzo dużej wytrzymałości mechanicznej, niskim poborze prądu oraz małym wydzielaniu ciepła, nawet ze standardowymi płytami głównymi (wymagana jest jedynie odpowiednia przejściówka dostosowująca układ pinów). Budowane są także tzw. karty bootowalne. Zdecydowana większość kart CompactFlash dostępna obecnie na rynku to tanie, wymienne nośniki danych, wykorzystujące pamięć NAND MLC flash zoptymalizowane do pracy w najpopularniejszym typie urządzeń – cyfrowych lustrzankach fotograficznych (DSLR).
W lutym 2010 roku CFA (Compact Flash Association) zatwierdziła standard kart CF w wersji 5.0, który teoretycznie umożliwia uzyskanie pojemności karty równej 144 petabajty, co przekłada się na 147 456 terabajtów.

## Szybkość odczytu
| Wskaźnik | Szybkość (MB/s) |
| -------- | --------------- |
| 6x       | 0,9             |
| 32x      | 4,8             |
| 40x      | 6,0             |
| 66x      | 10,0            |
| 80x      | 12,0            |
| 100x     | 15,0            |
| 133x     | 20,0            |
| 150x     | 22,5            |
| 200x     | 30,0            |
| 233x     | 35,0            |
| 266x     | 40,0            |
| 280x     | 42,0            |
| 300x     | 45,0            |
| 433x     | 65,0            |
| 600x     | 90,0            |
| 666x     | 100,0           |
| 800x     | 120,0           |
| 1000x    | 150,0           |
| 1066x    | 160,0           |

## Producenci kart CompactFlash[1]
- ADATA
- ATP
- Canon[2]
- Fujifilm[3]
- INTEGRAL[4]
- Kingston Technology[5]
- Kodak[6]
- Lexar[7]
- Memorex[8]
- Olympus[9]
- Panasonic
- PNY
- Pretec[1]
- Red Digital Cinema
- Ritek[10]
- Sandisk
- Samsung[11]
- Sony
- Toshiba
- Transcend
- Verbatim
- UMAX
- KingMemory
- WARIS
- Wilk Elektronik